# Temporada 2016 del Campeonato Británico de Turismos
La Temporada Dunlop MSA 2016 del Campeonato Británico de Turismos fue la 27° edición de dicho torneo, disputado en las islas británicas.

## Campeones

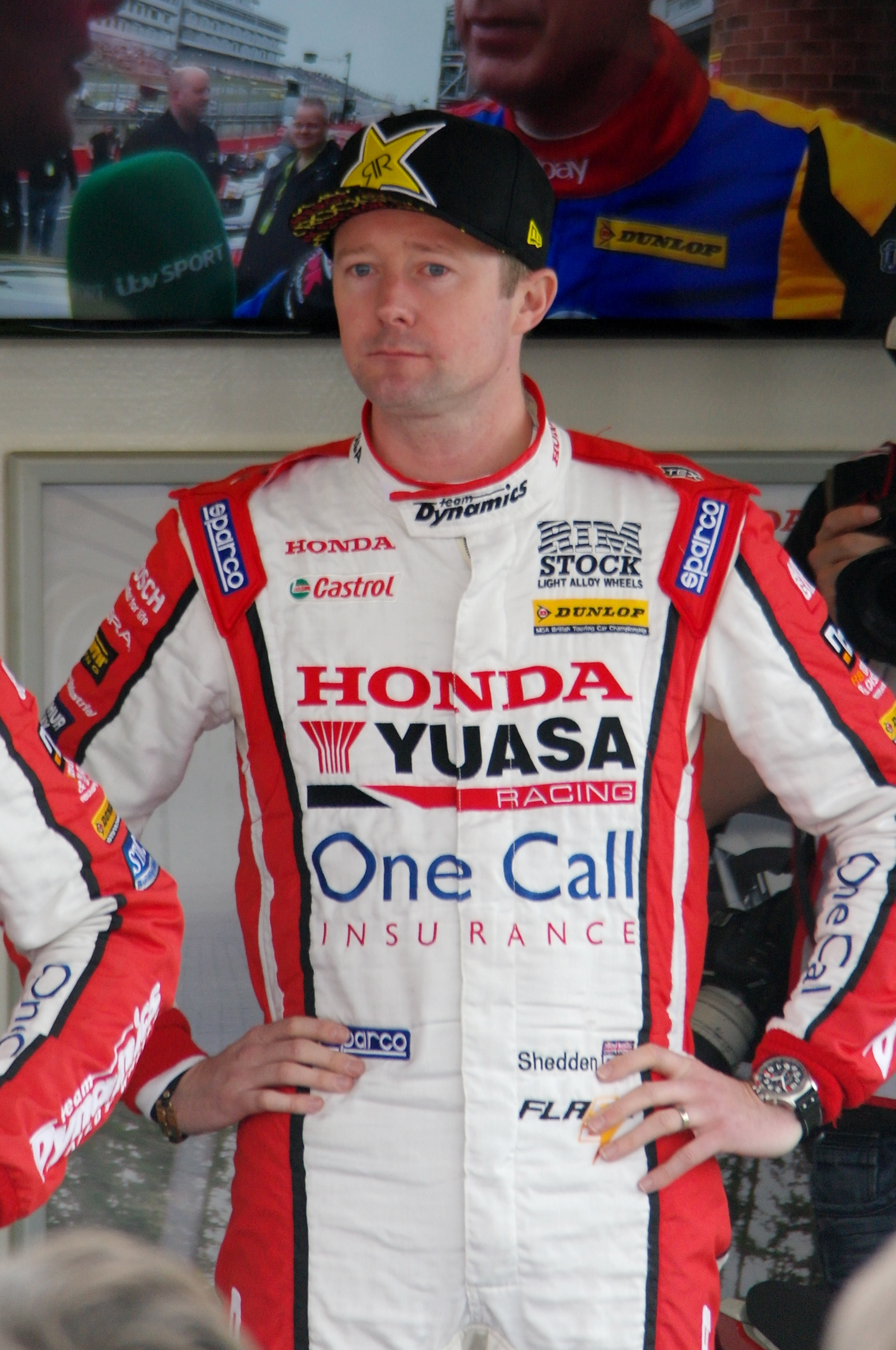
Gordon Shedden, campeón del Campeonato de Pilotos Oficiales.

El piloto oficial campeón del torneo fue Gordon Shedden, con 4 victorias y 308 puntos, seguido de Sam Tordoff con 306 puntos y Mat Jackson con 292 puntos.
El campeonato de Fabricantes-Constructores fue para BMW / West Surrey Racing, y el de equipos para Team JCT600 with GardX.
El Campeonato de Pilotos Independientes fue para Andrew Jordan y el de Equipos Independientes para el Motorbase Performance. Además el Trofeo Jack Sears fue para Ashley Sutton.

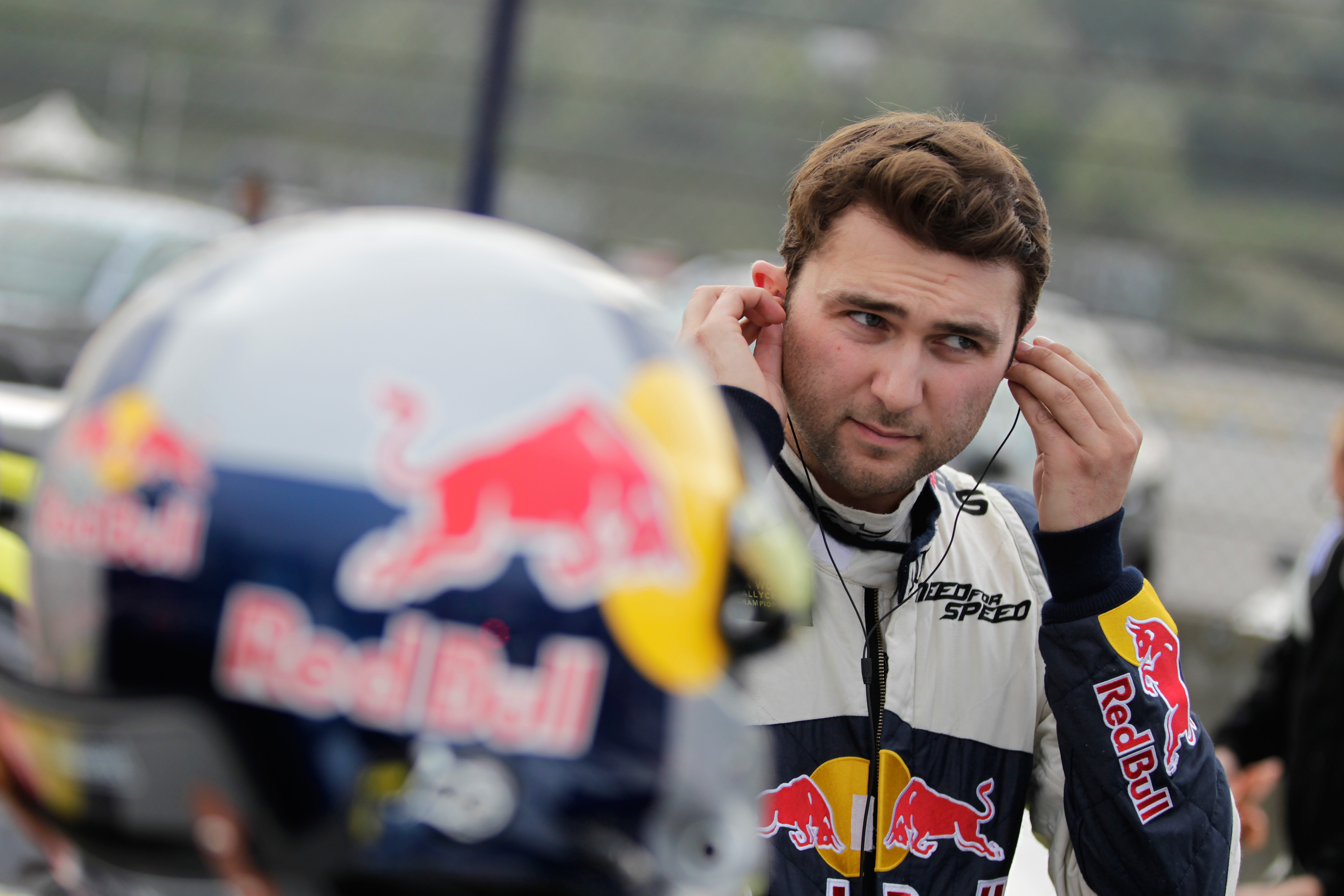
Andrew Jordan, obtuvo el Campeonato de Pilotos Independientes.

## Equipos y pilotos
| Equipo                         | Coche                 | Motor            | No.   | Piloto           | Rondas    |
| ------------------------------ | --------------------- | ---------------- | ----- | ---------------- | --------- |
| Silverline Subaru BMR Racing   | Subaru Levorg GT      | Subaru/Mountune  | 4     | Colin Turkington | Todas     |
| Silverline Subaru BMR Racing   | Subaru Levorg GT      | Subaru/Mountune  | 20    | James Cole       | Todas     |
| Silverline Subaru BMR Racing   | Subaru Levorg GT      | Subaru/Mountune  | 39    | Warren Scott     | Todas     |
| Silverline Subaru BMR Racing   | Subaru Levorg GT      | Subaru/Mountune  | 99    | Jason Plato      | Todas     |
| Halfords Yuasa Racing          | Honda Civic Type-R    | Honda/Neil Brown | 25    | Matt Neal        | Todas     |
| Halfords Yuasa Racing          | Honda Civic Type-R    | Honda/Neil Brown | 52    | Gordon Shedden   | Todas     |
| Halfords Yuasa Racing          | Honda Civic Type-R    | Honda/Neil Brown | 57    | Andy Neate       | 1         |
| Team IHG Rewards Club          | BMW 125i M Sport      | BMW/Neil Brown   | 31    | Jack Goff        | Todas     |
| Team JCT600 with GardX         | BMW 125i M Sport      | BMW/Neil Brown   | 100   | Rob Collard      | Todas     |
| Team JCT600 with GardX         | BMW 125i M Sport      | BMW/Neil Brown   | 600   | Sam Tordoff      | Todas     |
| MG Racing RCIB Insurance       | MG6 GT                | TOCA/Swindon     | 66    | Josh Cook        | Todas     |
| MG Racing RCIB Insurance       | MG6 GT                | TOCA/Swindon     | 116   | Ashley Sutton    | Todas     |
| Independientes                 |                       |                  |       |                  |           |
| Motorbase Performance          | Ford Focus ST         | Ford/Mountune    | 7     | Mat Jackson      | Todas     |
| Motorbase Performance          | Ford Focus ST         | Ford/Mountune    | 77    | Andrew Jordan    | Todas     |
| Handy Motorsport               | Toyota Avensis        | TOCA/Swindon     | 11    | Rob Austin       | Todas     |
| Speedworks Motorsport          | Toyota Avensis        | TOCA/Swindon     | 80    | Tom Ingram       | Todas     |
| Speedworks Motorsport          | Honda Civic Type-R    | TOCA/Swindon     | Todas | Matt Simpson     | Todas     |
| RCIB Insurance Racing          | Toyota Avensis        | TOCA/Swindon     | 12    | Michael Epps     | Todas     |
| RCIB Insurance Racing          | Toyota Avensis        | TOCA/Swindon     | 24    | Jake Hill        | Todas     |
| TLC Racing                     | Toyota Avensis        | TOCA/Swindon     | 22    | Chris Smiley     | 1–5       |
| TLC Racing                     | Toyota Avensis        | TOCA/Swindon     | 34    | Tony Gilham      | 8–10      |
| TLC Racing                     | Toyota Avensis        | TOCA/Swindon     | 88    | Michael Caine    | 6–7       |
| Dextra Racing with Team Parker | Ford Focus ST         | Ford/Mountune    | 14    | Alex Martin      | Todas     |
| Laser Tools Racing             | Mercedes-Benz A-Class | TOCA/Swindon     | 16    | Aiden Moffat     | Todas     |
| WIX Racing                     | Mercedes-Benz A-Class | TOCA/Swindon     | 33    | Adam Morgan      | Todas     |
| Goodestone Racing              | Proton Persona        | TOCA/Swindon     | 17    | Daniel Welch     | Todas     |
| Eurotech Racing                | Honda Civic Type-R    | TOCA/Swindon     | 23    | Daniel Lloyd     | 3–5       |
| Eurotech Racing                | Honda Civic Type-R    | TOCA/Swindon     | 30    | Martin Depper    | Todas     |
| Eurotech Racing                | Honda Civic Type-R    | TOCA/Swindon     | 55    | Jeff Smith       | Todas     |
| Team BKR                       | Volkswagen CC         | TOCA/Swindon     | 38    | Mark Howard      | Todas     |
| Team BKR                       | Volkswagen CC         | TOCA/Swindon     | 40    | Árón Smith       | Todas     |
| AmD Tuning                     | Audi S3 Saloon        | TOCA/Swindon     | 48    | Ollie Jackson    | Todas     |
| Power Maxed Racing             | Chevrolet Cruze       | TOCA/Swindon     | 54    | Hunter Abbott    | Todas     |
| Power Maxed Racing             | Chevrolet Cruze       | TOCA/Swindon     | 71    | Dave Newsham     | 7–8       |
| Power Maxed Racing             | Chevrolet Cruze       | TOCA/Swindon     | 84    | Kelvin Fletcher  | 1–6, 9–10 |
| Maximum Motorsport             | Ford Focus ST         | Ford/Mountune    | 95    | Stewart Lines    | Todas     |

| Disputaron el Trofeo Jack Sears, para mejor novato de la temporada. |

## Calendario
El calendario de la edición 2016 fue presentado en junio de 2015.
| Ronda | Ronda | Circuito                                   | Fecha            |
| ----- | ----- | ------------------------------------------ | ---------------- |
| 1     | C1    | Brands Hatch Kent                          | 3 de abril       |
| 1     | C2    | Brands Hatch Kent                          | 3 de abril       |
| 1     | C3    | Brands Hatch Kent                          | 3 de abril       |
| 2     | C4    | Donington Park Leicestershire              | 17 de abril      |
| 2     | C5    | Donington Park Leicestershire              | 17 de abril      |
| 2     | C6    | Donington Park Leicestershire              | 17 de abril      |
| 3     | C7    | Thruxton Circuit Hampshire                 | 8 de mayo        |
| 3     | C8    | Thruxton Circuit Hampshire                 | 8 de mayo        |
| 3     | C9    | Thruxton Circuit Hampshire                 | 8 de mayo        |
| 4     | C10   | Oulton Park Cheshire                       | 5 de junio       |
| 4     | C11   | Oulton Park Cheshire                       | 5 de junio       |
| 4     | C12   | Oulton Park Cheshire                       | 5 de junio       |
| 5     | C13   | Croft Circuit North Yorkshire              | 19 de junio      |
| 5     | C14   | Croft Circuit North Yorkshire              | 19 de junio      |
| 5     | C15   | Croft Circuit North Yorkshire              | 19 de junio      |
| 6     | C16   | Snetterton Motor Racing Circuit Norfolk    | 31 de julio      |
| 6     | C17   | Snetterton Motor Racing Circuit Norfolk    | 31 de julio      |
| 6     | C18   | Snetterton Motor Racing Circuit Norfolk    | 31 de julio      |
| 7     | C19   | Knockhill Racing Circuit Fife              | 14 de agosto     |
| 7     | C20   | Knockhill Racing Circuit Fife              | 14 de agosto     |
| 7     | C21   | Knockhill Racing Circuit Fife              | 14 de agosto     |
| 8     | C22   | Rockingham Motor Speedway Northamptonshire | 28 de agosto     |
| 8     | C23   | Rockingham Motor Speedway Northamptonshire | 28 de agosto     |
| 8     | C24   | Rockingham Motor Speedway Northamptonshire | 28 de agosto     |
| 9     | C25   | Silverstone Circuit Northamptonshire       | 18 de septiembre |
| 9     | C26   | Silverstone Circuit Northamptonshire       | 18 de septiembre |
| 9     | C27   | Silverstone Circuit Northamptonshire       | 18 de septiembre |
| 10    | C28   | Brands Hatch Kent                          | 2 de octubre     |
| 10    | C29   | Brands Hatch Kent                          | 2 de octubre     |
| 10    | C30   | Brands Hatch Kent                          | 2 de octubre     |

## Campeonato

### Puntuación
| Sistema de Puntos | Sistema de Puntos | Sistema de Puntos | Sistema de Puntos | Sistema de Puntos | Sistema de Puntos | Sistema de Puntos | Sistema de Puntos | Sistema de Puntos | Sistema de Puntos | Sistema de Puntos | Sistema de Puntos | Sistema de Puntos | Sistema de Puntos | Sistema de Puntos | Sistema de Puntos | Sistema de Puntos | Sistema de Puntos |
| ----------------- | ----------------- | ----------------- | ----------------- | ----------------- | ----------------- | ----------------- | ----------------- | ----------------- | ----------------- | ----------------- | ----------------- | ----------------- | ----------------- | ----------------- | ----------------- | ----------------- | ----------------- |
| 1°                | 2°                | 3°                | 4°                | 5°                | 6°                | 7°                | 8°                | 9°                | 10°               | 11°               | 12°               | 13°               | 14°               | 15°               | PP                | VR                | VL                |
| 20                | 17                | 15                | 13                | 11                | 10                | 9                 | 8                 | 7                 | 6                 | 5                 | 4                 | 3                 | 2                 | 1                 | 1                 | 1                 | 1                 |

- [46]

### Campeonato de pilotos
| Pos. | Piloto           | BHI | BHI  | BHI | DON | DON | DON | THR  | THR | THR | OUL | OUL | OUL | CRO | CRO | CRO | SNE | SNE | SNE | KNO | KNO | KNO | ROC | ROC | ROC | SIL | SIL | SIL | BHGP | BHGP | BHGP | Puntos |
| ---- | ---------------- | --- | ---- | --- | --- | --- | --- | ---- | --- | --- | --- | --- | --- | --- | --- | --- | --- | --- | --- | --- | --- | --- | --- | --- | --- | --- | --- | --- | ---- | ---- | ---- | ------ |
| 1    | Gordon Shedden   | 2   | 1*   | Ret | 11  | 4   | 2   | Ret  | 4   | Ret | 4   | 4   | 23  | 15  | 13  | 22  | 2*  | 10  | 1*  | 9   | 9   | 4   | 1*  | 10* | 2   | 23  | 8   | 1*  | 5    | 3    | 3    | 308    |
| 2    | Sam Tordoff      | 16  | 9    | 2*  | 9   | 8   | 3*  | 7    | 6   | 8   | 2   | 1*  | 2   | 13  | 8   | 2*  | 7   | 8   | DNS | 5   | 2*  | 2   | 10  | 1*  | 16  | 11  | 11  | 6   | 10   | 5    | 5    | 306    |
| 3    | Mat Jackson      | 8   | 5    | 25  | 1*  | 2*  | 14  | 21   | 8   | 1*  | 16  | 10  | 13  | 8   | 6   | Ret | 3   | 1*  | Ret | 12  | 6   | 1*  | 2   | 4*  | 5   | 17  | 6   | 2   | 11   | 7    | 1*   | 292    |
| 4    | Colin Turkington | Ret | 20   | 12  | 10  | Ret | 18  | WD   | WD  | WD  | 1*  | 2   | 7   | 1*  | 3*  | 7   | 1*  | 2   | 6   | 3   | 4   | 24  | 5   | 15  | 3   | 8   | 4   | 4   | 1*   | 1*   | 12   | 289    |
| 5    | Rob Collard      | 6   | 16   | 6   | 6   | 1*  | 4   | 6    | 2   | 6   | 23  | 25  | 6   | 7   | 1*  | 4   | 16  | 4   | 2*  | 17  | 5   | Ret | 14  | 3   | 6   | 7   | 7   | 3*  | 12   | 10   | 9    | 278    |
| 6    | Matt Neal        | 3   | 2    | 5   | 12  | 6   | 1*  | Ret* | 11  | 2   | 9   | 7   | 1*  | 12  | 10  | 11  | 8   | 3   | 10  | 8   | 1*  | 5   | 8   | 6   | 4   | Ret | 15  | 5   | 7    | Ret  | DNS  | 275    |
| 7    | Jason Plato      | 21  | 13   | 16  | 17  | 20  | 16  | WD   | WD  | WD  | 3   | 3   | 3   | 2   | 2*  | 10  | 5   | 6   | 4*  | 1*  | 3*  | 3   | 3   | Ret | 10  | 10  | 5   | 12  | 4    | 2    | 10   | 256    |
| 8    | Andrew Jordan    | 11  | 4    | 4   | 14  | 12  | 10  | 3    | 1*  | 21  | 10  | 8   | 8   | 5   | 9   | 5   | 14  | 14  | 5   | 6   | 8   | 9   | 7   | 2   | 12  | 2   | 1*  | 8   | Ret  | 13   | 11   | 255    |
| 9    | Adam Morgan      | 9   | 8    | 1*  | 13  | 11  | Ret | 1*   | 3*  | 3   | 24  | 12  | 10  | Ret | Ret | 14  | 4   | 5   | 7   | 22  | 11  | 6   | 13  | 8   | 7   | 4   | 2   | 23  | 6    | 8    | 4    | 241    |
| 10   | Tom Ingram       | 1*  | Ret* | 17  | 3   | 15  | 19  | 2    | 20  | Ret | 5   | 5   | 4   | 9   | 7   | 3   | 6   | 7   | 12  | 4   | Ret | 12  | 16  | Ret | Ret | 1   | 3*  | Ret | 14   | 9    | 6    | 219    |
| 11   | Jack Goff        | 10  | 7    | 3   | 4   | 5   | 6   | 8    | 5   | 18  | 12  | 9   | Ret | 4   | 4   | 9   | 11  | Ret | 13  | 2   | 7   | 10  | 12  | Ret | Ret | 12  | 13  | 11  | 13   | 20   | 13   | 193    |
| 12   | Josh Cook        | 5   | Ret  | 14  | 2   | 7   | 9   | Ret  | 12  | 4   | 7   | 6   | 5   | 17  | 14  | 6   | 26  | 13  | 9   | 18  | 16  | Ret | 4   | Ret | 15  | DSQ | 17  | 7   | 3    | 4    | 7    | 175    |
| 13   | Ashley Sutton    | 4   | 6    | 10  | 5   | 13  | 5   | Ret  | 15  | 5   | 19  | 27  | 12  | 3   | 5   | 1*  | 25  | Ret | 14  | 11  | Ret | Ret | 6   | 5   | 19  | DSQ | 26  | 10  | 9    | Ret  | 24   | 162    |
| 14   | Aiden Moffat     | 12  | 11   | 9   | 16  | 9   | 7   | 22   | 16  | 22  | 32  | Ret | 20  | Ret | 17  | Ret | 23  | 11  | 8   | 13  | 10  | 8   | 11  | 9   | 9   | 9   | 9   | 9   | 8    | 6    | 2    | 138    |
| 15   | Árón Smith       | 7   | 3    | 8   | 8   | 3   | 15  | 20   | 18  | Ret | 8   | 17  | 11  | 10  | 11  | 8   | Ret | Ret | 17  | NC  | Ret | 18  | 15  | 7   | 1*  | 6   | 24  | Ret | Ret  | 14   | 20   | 132    |
| 16   | Rob Austin       | Ret | 14   | 11  | 18  | 10  | 8   | 14   | 10  | 7   | 15  | Ret | 16  | 11  | 12  | 12  | 13  | 9   | 3   | 10  | 12  | 7   | 20  | 14  | Ret | 3   | Ret | Ret | 2    | Ret  | 14   | 129    |
| 17   | Jake Hill        | 13  | Ret  | 23  | 26  | Ret | Ret | 10   | 17  | 13  | 13  | 26  | 9   | 6   | 20  | 20  | 12  | 12  | 11  | 16  | 13  | 15  | Ret | 16  | 8   | 5   | 27  | 14  | 15   | 12   | 8    | 83     |
| 18   | Jeff Smith       | 14  | 10   | 7   | 7   | 18  | Ret | 4    | 25  | 11  | 21  | 15  | Ret | 20  | 18  | 18  | Ret | 15  | 15  | Ret | 15  | Ret | 25  | 17  | 13  | 15  | 25  | 15  | 19   | 11   | 17   | 55     |
| 19   | Hunter Abbott    | Ret | 15   | 13  | 15  | 14  | 12  | 15   | Ret | Ret | 11  | 11  | 19  | Ret | 19  | Ret | 15  | Ret | Ret | 20  | 22  | Ret | 26  | NC  | 14  | 13  | 10  | 13  | Ret  | 17   | Ret  | 38     |
| 20   | Daniel Lloyd     |     |      |     |     |     |     | 12   | 7   | 9   | 6   | 13  | Ret | Ret | 23  | 13  |     |     |     |     |     |     |     |     |     |     |     |     |      |      |      | 36     |
| 21   | Martin Depper    | 19  | 22   | 24  | Ret | 17  | 11  | 5    | Ret | 12  | 14  | 14  | 15  | 18  | 28  | 16  | Ret | Ret | 16  | 14  | Ret | 16  | Ret | Ret | 21  | Ret | 18  | Ret | 17   | 18   | 15   | 28     |
| 22   | Dave Newsham     |     |      |     |     |     |     |      |     |     |     |     |     |     |     |     |     |     |     | 7   | 14  | 11  | 9   | 11  | Ret |     |     |     |      |      |      | 28     |
| 23   | Dan Welch        | 15  | 12   | 20  | Ret | Ret | 24  | 9    | 9   | Ret | 20  | 24  | 17  | Ret | Ret | 17  | 17  | Ret | DNS | 21  | 20  | 14  | Ret | Ret | Ret | 21  | 14  | 25  | 22   | 27   | Ret  | 23     |
| 24   | Michael Epps     | 20  | 17   | 21  | 19  | 24  | 13  | 11   | 14  | 10  | 25  | 16  | Ret | 14  | Ret | 15  | 20  | 19  | 20  | 19  | Ret | 20  | 18  | Ret | 23  | 18  | 12  | 16  | 16   | 16   | 25   | 23     |
| 25   | James Cole       | 25  | 19   | 18  | Ret | DNS | DNS | WD   | WD  | WD  | 18  | Ret | Ret | Ret | Ret | 21  | 10  | Ret | 19  | 15  | 21  | 13  | 22  | 12  | 18  | Ret | 23  | 21  | 23   | 21   | 16   | 15     |
| 26   | Ollie Jackson    | Ret | 23   | 22  | 21  | Ret | Ret | 17   | 21  | 14  | 26  | 20  | 25  | 19  | 15  | 26  | 19  | Ret | Ret | 23  | Ret | 19  | 17  | 13  | 11  | 14  | 16  | 17  | 18   | 15   | Ret  | 14     |
| 27   | Warren Scott     | DNS | 21   | 19  | 25  | 19  | Ret | WD   | WD  | WD  | 17  | 18  | 24  | 16  | 26  | Ret | 9   | 16  | Ret | Ret | Ret | 25  | 19  | NC  | Ret | Ret | 29  | DNS | Ret  | 23   | Ret  | 7      |
| 28   | Alex Martin      | Ret | 24   | 27  | 20  | 16  | 22  | 16   | 19  | 15  | 30  | 19  | 14  | 21  | 25  | 25  | Ret | 20  | Ret | 27  | 18  | 21  | 23  | 19  | 17  | NC  | 20  | 18  | 21   | 22   | 19   | 3      |
| 29   | Matt Simpson     | 17  | 18   | 15  | Ret | 22  | 23  | 13   | 13  | Ret | 22  | Ret | 18  | 22  | 16  | Ret | 22  | 17  | Ret | Ret | 19  | 17  | Ret | DNS | 20  | 20  | Ret | 24  | 20   | 19   | 18   | 1      |
| 30   | Stewart Lines    | 22  | Ret  | 28  | Ret | 25  | 21  | 19   | 24  | 20  | 27  | 21  | Ret | 23  | 21  | 19  | 21  | 18  | 21  | 25  | 17  | 22  | 21  | 18  | 22  | 19  | 19  | 22  | 25   | 25   | 22   | 0      |
| 31   | Kelvin Fletcher  | Ret | 25   | Ret | 24  | Ret | 20  | Ret  | 23  | 17  | 29  | 23  | 22  | Ret | 22  | Ret | Ret | Ret | 18  |     |     |     |     |     |     | 22  | 22  | 26  | 24   | 24   | 21   | 0      |
| 32   | Chris Smiley     | 24  | 28   | Ret | 22  | 21  | 17  | 18   | 22  | 16  | 28  | 22  | 21  | 24  | 24  | 23  |     |     |     |     |     |     |     |     |     |     |     |     |      |      |      | 0      |
| 33   | Michael Caine    |     |      |     |     |     |     |      |     |     |     |     |     |     |     |     | 18  | Ret | DNS | 24  | DNS | DNS |     |     |     |     |     |     |      |      |      | 0      |
| 34   | Andy Neate       | 18  | 26   | 26  |     |     |     |      |     |     |     |     |     |     |     |     |     |     |     |     |     |     |     |     |     |     |     |     |      |      |      | 0      |
| 35   | Tony Gilham      |     |      |     |     |     |     |      |     |     |     |     |     |     |     |     |     |     |     |     |     |     | 24  | Ret | Ret | NC  | 21  | 20  | Ret  | 28   | Ret  | 0      |
| 36   | Mark Howard      | 23  | 27   | Ret | 23  | 23  | Ret | Ret  | 26  | 19  | 31  | Ret | Ret | Ret | 27  | 24  | 24  | 21  | Ret | 26  | 23  | 23  | Ret | 20  | Ret | 16  | 28  | 19  | Ret  | 26   | 23   | -3     |
| Pos. | Piloto           | BHI | BHI  | BHI | DON | DON | DON | THR  | THR | THR | OUL | OUL | OUL | CRO | CRO | CRO | SNE | SNE | SNE | KNO | KNO | KNO | ROC | ROC | ROC | SIL | SIL | SIL | BHGP | BHGP | BHGP | Puntos |

- [1]

### Campeonato de Fabricantes-Constructores
| Pos. | Fabricante/Constructor   | BHI | BHI | BHI | DON | DON | DON | THR | THR | THR | OUL | OUL | OUL | CRO | CRO | CRO | SNE | SNE | SNE | KNO | KNO | KNO | ROC | ROC | ROC | SIL | SIL | SIL | BHGP | BHGP | BHGP | Puntos |
| ---- | ------------------------ | --- | --- | --- | --- | --- | --- | --- | --- | --- | --- | --- | --- | --- | --- | --- | --- | --- | --- | --- | --- | --- | --- | --- | --- | --- | --- | --- | ---- | ---- | ---- | ------ |
| 1    | BMW / West Surrey Racing | 6   | 7   | 2   | 4   | 5   | 4   | 6   | 5   | 6   | 2   | 1   | 2   | 7   | 1   | 2   | 7   | 4   | 2   | 2   | 2   | 2   | 10  | 1   | 6   | 11  | 11  | 6   | 10   | 5    | 5    | 790    |
| 1    | BMW / West Surrey Racing | 10  | 9   | 3   | 6   | 8   | 6   | 7   | 6   | 8   | 12  | 9   | Ret | 13  | 8   | 4   | 16  | 8   | DNS | 5   | 7   | 10  | 14  | 3   | 16  | 12  | 13  | 11  | 12   | 10   | 9    | 790    |
| 2    | Honda / Team Dynamics    | 2   | 1   | 5   | 11  | 4   | 1   | Ret | 4   | 2   | 4   | 4   | 1   | 12  | 10  | 11  | 2   | 3   | 1   | 8   | 1   | 4   | 1   | 6   | 2   | 23  | 8   | 1   | 5    | 3    | 3    | 737    |
| 2    | Honda / Team Dynamics    | 3   | 2   | Ret | 12  | 6   | 2   | Ret | 11  | Ret | 9   | 7   | 23  | 15  | 13  | 22  | 8   | 10  | 10  | 9   | 9   | 5   | 8   | 10  | 4   | Ret | 15  | 5   | 7    | Ret  | DNS  | 737    |
| 3    | Subaru / Team BMR        | 21  | 13  | 12  | 10  | 19  | 16  | WD  | WD  | WD  | 1   | 2   | 3   | 1   | 2   | 7   | 1   | 2   | 4   | 1   | 3   | 3   | 3   | 15  | 3   | 8   | 4   | 4   | 1    | 1    | 10   | 722    |
| 3    | Subaru / Team BMR        | Ret | 19  | 16  | 17  | Ret | 18  | WD  | WD  | WD  | 3   | 3   | 7   | 2   | 3   | 10  | 5   | 6   | 6   | 3   | 4   | 24  | 5   | Ret | 10  | 10  | 5   | 12  | 4    | 2    | 12   | 722    |
| 4    | MG / Triple Eight Racing | 4   | 6   | 10  | 2   | 7   | 5   | Ret | 12  | 4   | 7   | 6   | 5   | 3   | 5   | 1   | 25  | 13  | 9   | 11  | 16  | Ret | 4   | 5   | 15  | EX  | 17  | 7   | 3    | 4    | 7    | 571    |
| 4    | MG / Triple Eight Racing | 5   | Ret | 14  | 5   | 13  | 9   | Ret | 15  | 5   | 19  | 27  | 12  | 17  | 14  | 6   | 26  | Ret | 14  | 18  | Ret | Ret | 6   | Ret | 19  | EX  | 26  | 10  | 9    | Ret  | 24   | 571    |
| Pos. | Fabricante/Constructor   | BHI | BHI | BHI | DON | DON | DON | THR | THR | THR | OUL | OUL | OUL | CRO | CRO | CRO | SNE | SNE | SNE | KNO | KNO | KNO | ROC | ROC | ROC | SIL | SIL | SIL | BHGP | BHGP | BHGP | Puntos |

- [47]